# 肯尼·德谢佩
肯尼·德谢佩（法語：Kenny de Schepper，1987年5月29日—）是一位法國職業網球運動員。

## 外部連結
- 肯尼·德谢佩（英文/西班牙文）的官方資料
- 肯尼·德谢佩的國際網球總會 職業／青少年 官方資料（英文）
- 肯尼·德谢佩的官方資料（英文）